# Ấn chương Mãn Châu Quốc
Ấn chương Hoàng đế Mãn Châu Quốc (tiếng Trung: 滿州國國章) đã có một thiết kế của một loài hoa Cymbidium goeringii. Con dấu đế quốc được thông qua vào ngày 25 tháng 4 năm 1934. Nó hoàn toàn màu vàng và có năm cánh hoa và năm "nhánh".